# Vocea umană (piesă de teatru)
Vocea umană (La Voix humaine) este o piesă de teatru din 1930 de Jean Cocteau adaptată ca o operă tragică de Francis Poulenc în 1958. A fost ecranizată de mai multe ori,  prima oară în 1948 de către Roberto Rossellini.
Piesa descrie un singur personaj, o femeie la telefon într-un dialog incomplet, deformat. Aceasta a fost părăsită recent pentru bani de fostul ei iubit, cu toate acestea ea îl iubește și nu-i reproșează nimic. În România a fost jucată la Teatrul Odeon, București; Casa Tranzit, Cluj Napoca, 2004; Teatrul National din Târgu-Mureș, 2013;  Teatrul Metropolis, București, 2011.